# Linha de sucessão ao trono saudita
A Sucessão ao trono saudita é definida pelos próprios membros da Casa de Saud e regulada pelo Conselho de Fidelidade (Hay’at al-Bay‘ah). Na Arábia Saudita, dá-se preferência aos herdeiros do sexo masculino; sendo que que o trono não é passado de pai para filho, mas sim de irmão para irmão. A ordem de sucessão segue a linhagem dos 36 filhos oficiais do rei Ibn Saud, fundador da moderna Arábia Saudita, podendo não ser sucessão cronológica.

## Linha de sucessão
Ibn Saud→Saud→Faisal→Khalid→Fahd→Abdallah→
Atual monarca: Salman
1. Muqrin bin Abdul-Aziz (irmão do rei, n. 1945) - vice-primeiro-ministro desde 2012[2]

## Futuro
Durante o reinado de Abadallah, a Casa de Saud deparou-se um grande obstáculo à permanência da atual política de sucessão. Segundo à lei saudita um monarca deve ser sucedido por seu irmão, geralmente o mais velho, porém, os irmãos mais apropriados para suceder o atual rei têm idade avançada. E os mais novos são tidos como inexperientes para governar já que se dedicam em geral aos negócios.